# Madalena Guilhermina de Württemberg
Madalena Guilhermina de Württemberg (em alemão:  Magdalena Wilhelmine von Württemberg; Estugarda, 7 de novembro de 1677 — Castelo de Karlsburg, 30 de outubro de 1742) foi uma marquesa de Baden. Fez também parte do conselho de regência que governou o estado durante a menor idade do seu neto Carlos Frederico entre 1738 e 1742.

## Família
Madalena era a filha mais nova do duque Guilherme Luís de Württemberg e da condessa Madalena Sibila de Hesse-Darmstadt. Os seus avós paternos eram o duque Everardo III de Württemberg e a duquesa Ana Catarina de Salm-Kyrburg. Os seus avós maternos eram o conde Luís VI de Hesse-Darmstadt e a duquesa Maria Isabel de Holstein-Gottorp.

## Casamento e vida em Baden
Para fortalecer os laços que existiam entre Baden e Württemberg, Madalena casou-se com o futuro marquês Carlos III Guilherme de Baden-Durlach no dia 27 de junho de 1697. Como Madalena tinha um nariz grande e manchas no rosto, não correspondia aos ideais de beleza do seu marido, que adorava mulheres bonitas. Depois de assegurar a sucessão com três filhos, o casal separou-se. Quando a residência que Carlos mandou construir (o Palácio de Karlsruhe), ficou pronta em 1715, mudou-se sozinho para lá, deixando a sua esposa no Castelo de Karlsburg.
Após a morte de Carlos em 1738, Madalena passou a ter um lugar no conselho de regência do seu neto de nove anos, o marquês Carlos Frederico. Quando morreu, foi enterrada no sepulcro dos marqueses na Igreja de São Miguel em Pforzheim.

## Descendência
- Carlos Magno de Baden-Durlach (21 de janeiro de 1701 – 12 de janeiro de 1712), morreu aos dez anos de idade.
- Frederico de Baden-Durlach (7 de outubro de 1703 – 26 de março de 1732), casado com a princesa Amália de Nassau-Dietz; com descendência.
- Madalena Augusta de Baden-Durlach (13 de novembro de 1706 – 25 de setembro de 1709), morreu aos dois anos de idade.